# Speed Racer
Speed Racer (jap. マッハGoGoGo, mahha gō gō gō, Mach Go Go Go) ist eine Mangaserie von Autor Tatsuo Yoshida und Zeichner Jiro Kuwata aus den Jahren 1966 bis 1968. Sie wurde 1967 als Anime-Fernsehserie adaptiert, die international vor allem in ihrer überarbeiteten amerikanischen Fassung Verbreitung fand und als diese auch die erste jemals im deutschen Fernsehen ausgestrahlte Anime-Serie war.

## Inhalt
Gō Mifune führt mit seinem Rennauto Mach 5 für den Rennstall seines Vaters, das Mifune Motors Team. Dank den vielen in seinem Auto verbauten technischen Tricks kann Gō jedes Rennen gewinnen und hat viele Neider. Manche seiner Konkurrenten wollen ihn mit illegalen Tricks aus dem Rennen werfen, werden aber von Gōs Team oder dem mysteriösen Fukumen Racer aufgehalten. Fukumen Racer und das Rennteam bekämpfen neben ihrem Alltag als Rennfahrer auch Verbrecher und Spione.

### Charaktere
Hauptfigur der Serie ist der junge Rennfahrer Gō Mifune (三船 剛) mit seinem Rennauto Mach 5. Sein Name ist inspiriert vom japanischen Filmschauspieler Toshirō Mifune. Er hat einen jüngeren Bruder namens Kurio Mifune (三船 くりお), der sich mit seinem Schimpansen Senpei oft im Kofferraum von Mach 5 versteckt.
Weitere Charaktere sind der Mechaniker Sabu (サブ), Gōs Vater Daisuke Mifune (三船 大介), seine Mutter Aya Mifune (三船 アヤ) und seine Freundin Michi Shimura (志村 ミチ), die während der Rennen im Hubschrauber mitfliegt und Gō zur Seite steht.
Eine öfter auftretende Nebenfigur ist der rätselhafte Fahrer mit der Nummer 9, Fukumen Racer (覆面レーサー). Dabei handelt es sich in Wirklichkeit um Gōs älteren Bruder Ken'ichi Mifune, der auf Grund eines Familienstreits verstoßen worden ist.

### Auto
Der Mach 5, Gō Mifunes Auto, ist mit diversen Extras ausgestattet, die durch Knöpfe auf dem Lenkrad aktiviert werden können:
- Knopf A – Ausfahrbare Teleskopstützen, um das Auto aufzubocken oder über Hindernisse zu springen
- Knopf B – Veränderung der Reifen, um unwegsames Gelände leichter zu befahren
- Knopf C – Ausfahrbare rotierende Sägeblatter
- Knopf D – Aktivierung einer undurchdringlichen Fahrerkabinenkanzel
- Knopf E – Aktivierung sehr heller Spezialscheinwerfer, mit denen auch Infrarotsicht möglich ist (Funktion später ersetzt durch ausfahrbare Minitragflächen für größere Sprünge)
- Knopf F – Verwandlung in ein U-Boot
- Knopf G – Aussendung einer funkgesteuerten zielsuchenden Roboterbrieftaube

Das Fahrzeug wurde in der englischen und deutschen Fassung als Mach 5 bezeichnet. Im Japanischen wird die „5“ als go gesprochen. In der japanischen Fassung heißt es Mach-gō (マッハ号) mit -gō als Suffix für ein Fahrzeug, trägt aber auch die „5“ im Emblem. Mit dem vollen Titel Mach Go Go Go ergibt sich ein Wortspiel zu Mach-go, los (engl. „go“) Go! (der Protagonist).

## Manga
Mach Go Go Go erschien in Japan zunächst 1966 bis 1968 als Manga-Serie im Magazin CoroCoro Comic. Der Verlag Shūeisha brachte die Kapitel auch in zwei Sammelbänden heraus, die später mehrfach neu aufgelegt wurden. 1988 und 1989 erschien die Serie bei Now Comics erstmals in den USA als monatliche Heftserie. In den 2000er Jahren erschien die Serien auf Englisch bei Digital Manga Publishing, auf Spanisch bei Dolmen und auf Italienisch bei J-Pop.

## Anime-Adaption

### Japanische Produktion
1967 entstand in dem von Yoshida mitgegründeten Studio Tatsunoko Production auf der Grundlage des Manga eine gleichnamige Zeichentrickserie. Der Anime war die zweite Produktion des Studios und deren erste in Farbe. Regie führte Hiroshi Sasagawa sowie Yoshida, der auch als Produzent fungierte. Für das Drehbuch war Jinzo Toriumi verantwortlich, die künstlerische Leitung lag bei Mitsuki Nakamura. Das Charakterdesign entwarf Ippei Kuri. Die Umsetzung der Animation geschah als Cel-Animation und in Limited Animation „on threes“, das heißt je drei Bilder hintereinander waren gleich und nur acht Bilder pro Sekunde unterschiedlich. Die Musik komponierte Nobuyoshi Koshibe und der Vorspanntitel ist Mach Go Go Go von Vocal Shop. Der Abspann ist unterlegt mit dem Lied Tama ni Nodoka ni (たまにゃのどかに) von Vocal Shop.
Die 52 Folgen der Serie wurden vom 2. April 1967 bis zum 31. März 1968 auf dem japanischen TV-Sender Fuji TV im Wochenrhythmus gezeigt.

### Synchronisation (1967)
Die deutsche Synchronfassung entstand bei FFS Film- & Fernseh-Synchron.
| Rolle (jp./dt.)             | Japanische Stimme | deutsche Stimme |
| --------------------------- | ----------------- | --------------- |
| Gō Mifune / Speed Racer     | Katsuji Mori      | Niko Macoulis   |
| Kurio Mifune / Spritle      | Junko Hori        |                 |
| Sabu / Sparky               | Kei Tomiyama      |                 |
| Daisuke Mifune / Pops Racer | Teiji Ōmiya       |                 |
| Aya Mifune / Mom Racer      | Ryoko Kinomiya    |                 |
| Michi Shimura / Trixie      | Yoshiko Matsuo    |                 |
| Fukumen Racer / Racer X     | Kinya Aikawa      |                 |

1997 entstand eine Neuverfilmung gleichen Titels, ebenfalls bei Tatsunoko Production. Hiroshi Sasagawa führte Regie und Hauptautor war Masaaki Sakurai. Das Charakterdesign stammt von Masami Suda. Die 34 je 25 Minuten langen Folgen wurden vom 9. Januar bis zum 25. September 1997 von TV Tokyo ausgestrahlt.

### Synchronisation (1997)
| Rolle                 | Japanische Stimme  |
| --------------------- | ------------------ |
| Gō Hibiki             | Kōichi Tōchika     |
| Mai Kazami            | Kazusa Murai       |
| Wataru Kazami         | Motoko Kurai       |
| Daisuke Hibiki        | Minoru Inaba       |
| Misuzu Hibiki         | Yōko Soumi         |
| Masked Racer/Ken'ichi | Toshiyuki Morikawa |
| Handler               | Kaneto Shiozawa    |

Am 13. September 2008 wurde in Japan der Fernsehfilm Mach Girl (マッハガール) ausgestrahlt. Der Kurzfilm entstand bei Tatsunoko Production und Studio Ron unter der Leitung von Takashi Yamada.

### Vermarktung in den Vereinigten Staaten und International
Bereits 1967 erwarb Trans-Lux die Rechte an der Serie für den amerikanischen Markt. Für die Ausstrahlung in den USA wurden viele Elemente der Serie vollständig verändert, vor allem dem amerikanischen Umfeld angepasst und die Gewalt reduziert. So durfte keiner der Gegenspieler sterben und es wurden Szenen mit nur bewusstlosen Gegenspielern mit Sternen um den Kopf eingefügt. Außerdem wurde das Titellied mit englischem Text neu aufgenommen. Auch die Namen der Figuren wurden an das US-amerikanische Fernsehpublikum angepasst: Aus Gō Mifune wurde Speed Racer, aus seinem jüngeren Bruder Kurio Mifune wurde Spritle Racer, aus seinem Vater Daisuke Mifune wurde Pops Racer, und aus seiner Mutter Aya Mifune wurde Mom Racer. Gōs Freundin Michi Shimura wurde in Trixie umbenannt, der Mechaniker Sabu wurde zu Sparks, Schimpanse Senpei wurde zu Chim-Chim, und aus Ken'ichi Mifune (alias Fukumen Racer) wurde Rex Racer (alias Racer X). Geleitet wurde die amerikanische Umarbeitung von Peter Fernandez.
Die Serie lief 1967 bis 1968 auf amerikanischen Regionalsendern, meist täglich, und wurde bis in die 1970er Jahre hinein und sporadisch noch später mehrfach wiederholt. In den 1980er Jahren erschien Speed Racer auf VHS. 1993 wurde die Serie erneut ausgestrahlt, nun von MTV. 1993 produzierte Fred Wolf Films eine 13-teilige amerikanische Neuverfilmung des Animes mit dem Titel The New Adventures of Speed Racer. Zur gleichen Zeit erschien Merchandising, darunter ein Modell von Mach 5. 1994 folgte ein Film, der aus zwei Folgen der neuen Serie und einer der alten Serie zusammengeschnitten war. 2007 erschien in den USA ein einbändiger OEL Manga zu Speed Racer, der von Seven Seas Entertainment herausgebracht wurde.
Die amerikanische bearbeitete Fassung wurde in weitere Länder verkauft und dort im Fernsehen ausgestrahlt, darunter Italien, Mexiko, Spanien, Frankreich und Portugal. Auch die neue Serie von 1997 kam ab 2002 ins amerikanische Fernsehen sowie ins spanische, portugiesische und philippinische.

### Speed Racer in Deutschland
Für eine Ausstrahlung in der ARD kaufte die damalige SDR-Redakteurin und Leiterin des Nachmittagsprogramms Dr. Elisabeth Schwarz die Lizenzen von acht Folgen der Serie. Mit der Ausstrahlung der ersten Folge am 18. November 1971 wurde Speed Racer zur ersten jemals im deutschen Fernsehen veröffentlichten Anime-Serie.
Unmittelbar nach der Ausstrahlung begannen Proteste von Eltern, Pädagogen und Medien: Der Bayerische Rundfunk sprach von einem „Skandal“, die Zeitung Die Welt glaubte das „pure Vergnügen einer rohen Totschlägergesinnung“ zu erkennen, Der Spiegel bezeichnete die Serie als „Horror-Comic“ und „Blut- und Karambolagenspektakel“, und der Pressedienst Kirche und Fernsehen schrieb, dass Speed Racer „nur faschistischen Durchhaltefilmen vergleichbar“ sei. Insgesamt wurden bis Dezember drei Speed-Racer-Episoden gezeigt, ehe der damalige SDR-Programmdirektor Horst Jaedicke die bereits für den 23. Dezember 1971 angekündigte vierte Folge kurzfristig aus dem Programm nahm und die Ausstrahlung absetzte. Anstelle dessen wurde der 1969 entstandene Puppenfilm Die kleine Hexe wiederholt.
Als die SDR-Redaktion daraufhin Tausende von Briefen von Kindern mit der Bitte um Wiederholung bzw. Fortsetzung erhielt (im Gegensatz zu etwa 200 Briefen, die zuvor die Absetzung gefordert hatten), wurde zunächst eine Wiederaufnahme von Speed Racer im Herbst 1972 erwogen. Zuvor wurde jedoch eine groß angelegte Umfrage mit wissenschaftlicher Auswertung durchgeführt. Als Ergebnis wurde festgestellt, dass die Serie zwar „packend und mitreißend gemacht“ sei, aber die Spannung „sich bei den Kindern nicht in befreiendes Lachen auflösen“ würde. Daher entschied sich der SDR zunächst gegen eine Fortführung.
Im Frühjahr 1973 kündigte der SDR zwei Nachmittagssendungen für Kinder an, in denen Asterix-Comicbände abgefilmt und begleitend vorgelesen werden sollten. Obwohl die Beiträge bereits produziert waren, lag die Ausstrahlungsgenehmigung des französischen Dargaud-Verlags bis zum geplanten Termin der ersten Sendung nicht vor. Da keine ARD-Anstalt andere Kindersendungen als Ersatz hatte, wurden stattdessen kurzfristig zwei weitere der noch nicht gesendeten fünf Folgen von Speed Racer gezeigt, obwohl die Serie zu diesem Zeitpunkt als „umstrittenste Kinderserie im bundesdeutschen Fernsehen überhaupt“ galt. Nach erneuten Protesten von Eltern und Pädagogen nahm die ARD die Serie endgültig aus dem Programm.
Zu den ersten, 1975 veröffentlichten TED-Bildplatten gehörte auch eine Speed-Racer-Folge. Von Oktober 1993 bis April 1994 und von Juni 1994 bis Oktober 1994 wurde ein Großteil der Serie bei RTL ausgestrahlt. Einige Folgen sind auf Deutsch auf VHS-Kassetten und DVD erschienen, von der FSK hat die Serie eine Freigabe ab 6 Jahren erhalten.

## Realverfilmung
Nach zwei vergeblichen Anläufen 1994 und 2000 entstand im Jahr 2008 in Anlehnung an die Originalserie und unter der Regie der Wachowskis eine gleichnamige US-amerikanische Realverfilmung. Da dieser „Speed Racer“-Film international jedoch nicht einmal die Produktionskosten einspielte, wird er als Flop angesehen.

## Rezeption
Die Manga-Vorlage ordnet Jason Thompson als „einfache Kindercomics der 1960er Jahre“ ein, mit cartoon-haften Zeichnungen, schneller Handlung, vielen Faustkämpfen und Hinein- und Hinaushüpfen aus schnellen Autos. Heute sei der Manga nur noch aus historischer Sicht oder für Fans interessant.
In den Vereinigten Staaten wurde Speed Racer schnell sehr erfolgreich und in den 1970er Jahren für Fans zum Synonym für Anime-Serien, zugleich blieb der japanische Ursprung der Serie lange vielen Zuschauern verborgen. Die Serie, so der Anime Guide, sei jedem Zuschauer noch lange gut im Gedächtnis geblieben – den Fans wie den Nichtfans, die die Geschichten eher lächerlich fanden. Aus jedermanns Perspektive seien aber die Animationen zu unbeholfen, zu hastig geschnitten und nie zur Ruhe kommend, was wiederum zum amerikanischen Titel passe. Doch selbst die Neuverfilmung von 1993 sei kein bisschen besser animiert als das Original. Erfolgsrezept der Serie sei, so Fred Patten, die „engverbundene und sympathische“ Gruppe der Helden und das „geschmeidige“ Rennauto mit all seinen technischen Spielereien. Noch Jahrzehnte nach der Erstausstrahlung blieb der Anime eine der bekanntesten Serien, die auch nach wie vor eine Fangemeinde hatte. Nachdem der Höhepunkt der Beliebtheit bereits abgeflaut war, wurde die Serie zu Beginn der 1980er Jahre in den USA wegen der vielen Gewalt kritisiert. Die Speed-Racer-Episode, in der Racer X gegenüber Speed Racer seine wahre Identität enthüllt, wurde später vom Fernsehmagazin TV Guide zu einem der prägendsten Momente der US-amerikanischen Fernsehgeschichte gewählt.
Die Charaktere der Serie kamen auch in einem 1996 produzierten, animierten Werbespot für den Volkswagen GTI vor. In diesem Spot fährt Speed einen VW GTI, da sein Mach 5 sabotiert worden ist. Die Musik aus der Serie wurde 1990 in abgewandelter Form vom Duo Two Nice Girls, in einem ihrer Alben veröffentlicht. Es folgten Versionen von The Swamp Zombies und Alpha Team Group.